# Luie brug

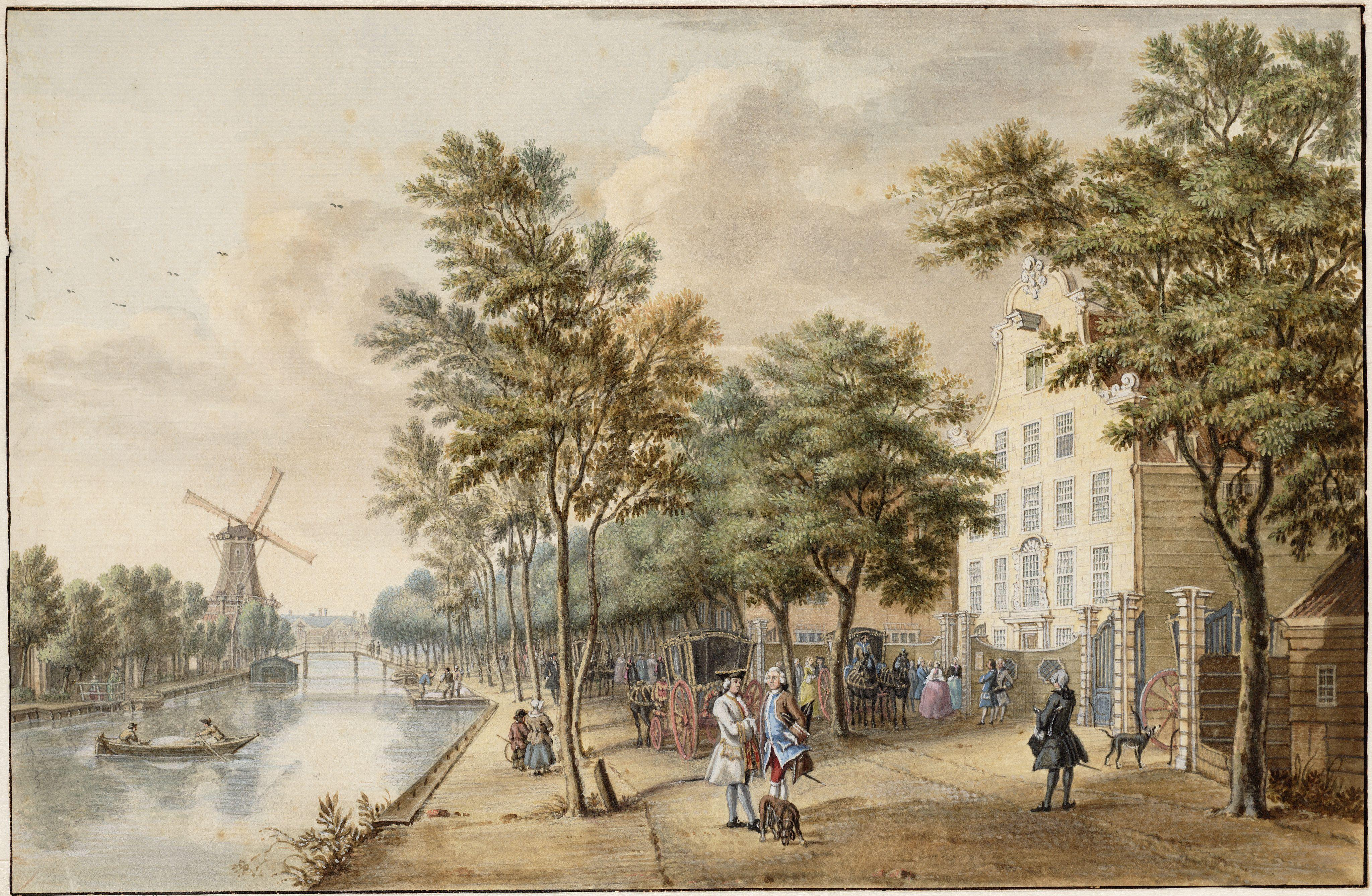
Overtoomse vaart met de Luie brug in de verte door Jan de Beijer in 1753.

De Luie brug of Luiebrug was een brug in wat tegenwoordig Amsterdam-West is.
De Luie brug lag over het begin van de Overtoomse vaart. Tegenwoordig zou hij de verbinding vormen tussen de Nassaukade en de Stadhouderskade, destijds beide bekend onder de naam Buitensingel. De brug kreeg haar naam omdat ze maar langzaam open- en dichtging. De omgeving van de Overtoom was tot het einde van de 19e eeuw landelijk, maar er was ook woningbouw en industrie langs de vaart.
Er waren regelmatig klachten dat er geen enkel verkeer mogelijk was op de Overtoom, toen de noordkade van de vaart, omdat die door modder onbegaanbaar was. Dat bleef eigenlijk tot 1904 zo, toen de Overtoomse vaart gedempt werd en de huidige straat de Overtoom er voor in de plaats kwam. De brug was toen niet meer nodig.
De demping van de vaart ging langzaam, want tegelijkertijd moesten straat en riolering aangelegd worden. De volgende bruggen over de vaart, de Pestbrug en de Kosterbrug verdwenen eveneens in 1904.